# Lieux de Poudlard
Pour des articles plus généraux, voir Poudlard et Lieux de Harry Potter.

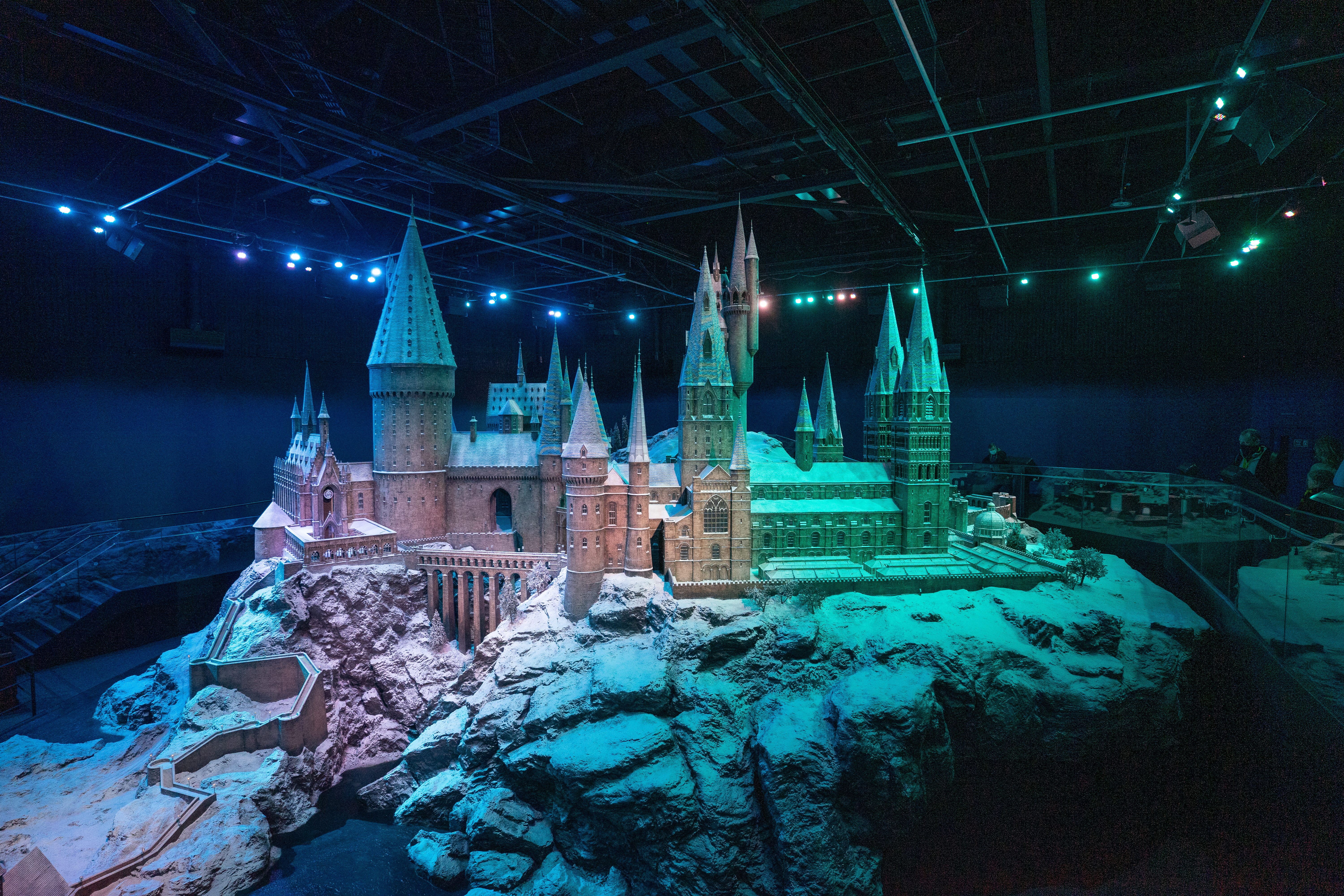
Maquette représentant l'extérieur du château de Poudlard au studios Harry Potter.

Le château de Poudlard, imaginé par J. K. Rowling pour l'univers de la série Harry Potter se compose de nombreux lieux formant le décor des aventures du héros sorcier et de ses acolytes. Cet article répertorie :
- les pièces majeures du château ;
- les éléments composant le parc environnant ;
- les passages secrets.

## Pièces majeures

### Hall d'entrée

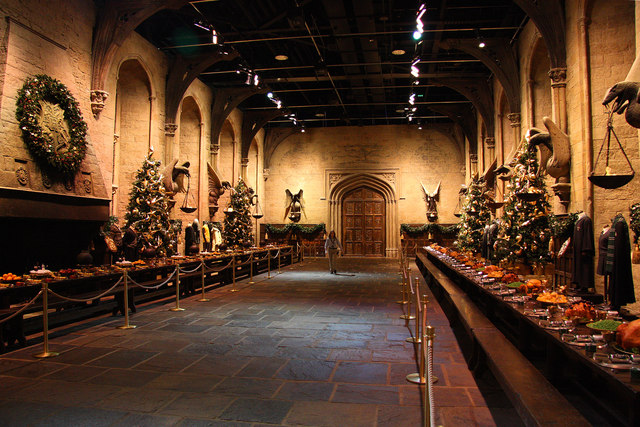
Le plateau de la Grande Salle aux Studios Leavesden.

Comme son nom l'indique, c'est la première pièce dans laquelle on entre. Le hall d'entrée est immense (une maison entière pourrait y être construite) et son plafond est invisible tant il est haut. Des torches sont accrochées aux murs et le sol est en dalles de pierre. Des niches sont creusées dans le mur de la porte d'entrée et abritent les grands sabliers remplis de pierres précieuses qui comptabilisent les points remportés par les différentes maisons pour chaque bonne action. Le grand escalier de marbre se trouve en face de la porte d'entrée pour accéder au étages supérieurs. Il est éclairé par des centaines de torches et plusieurs portes se situent autour pour accéder à couloirs de rez-de-chaussée ou aux étages inférieurs.

### Grande salle
Cette immense pièce sert à la fois de salle des repas, d'examens, de réceptions pour les cérémonies et de lieu de refuge en cas d'alertes. Son plafond, très élevé, reproduit l'humeur du ciel réel (flocons de neige qui tombent sans toucher les élèves, pluie, ciel bleu, nuages…). Les quatre grandes tables (une pour chaque maison de l'école) sont alignées les unes à côté des autres, face à la table des professeurs et du directeur. C'est un lieu convivial où tous les élèves et leurs professeurs peuvent se retrouver, notamment à chaque repas. Toutes les fêtes sont organisées dans cette salle (Noël, banquets de fin d'année, cérémonie de la répartition des première année, Halloween, soirées dansantes…). À chaque cérémonie, la Grande salle arbore une décoration différente.

### Salles communes

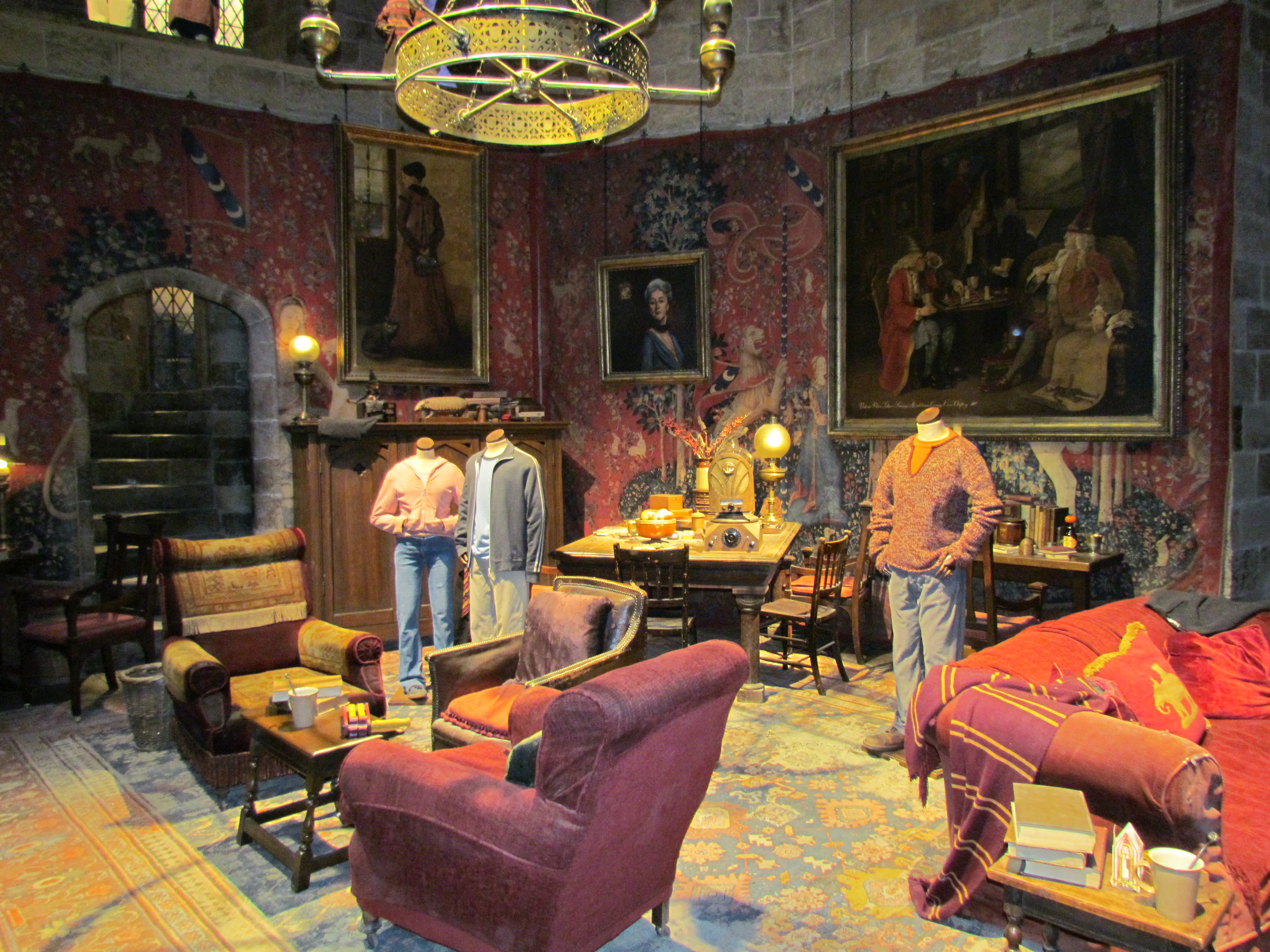
Salle commune de Gryffondor, The Making of Harry Potter, Studios Leavesden (2012).

#### Salle commune de Gryffondor
La salle commune de la maison Gryffondor se situe au 7e étage, derrière le portrait de la Grosse Dame devant laquelle l'élève doit prononcer un mot de passe pour y accéder.
C'est une pièce intimiste aux couleurs chaudes (rouge et or). Elle est remplie de tapis recouvrant le parquet, de fauteuils et de canapés moelleux tout autour de la cheminée. Les fenêtres sont situées en hauteur et la salle est toujours bien éclairée. Un enchantement empêche les garçons de pénétrer dans le dortoir des filles, bien qu'il n'y ait aucun sort pour empêcher l'inverse de se produire,. Le dortoir de Harry Potter et de Ron Weasley (partagé avec Seamus Finnigan, Dean Thomas et Neville Londubat) est une pièce circulaire où chaque élève dort dans un grand lit à baldaquin avec des couvre-lits et rideaux de velours rouge pour avoir un peu d'intimité, et dorment sur des oreillers épais. Il y a une table de chevet pour chaque lit et chaque dortoir a une cruche d'eau et des gobelets sur un plateau. En hiver, des bouillottes sont placées dans leur lit en soirée, quelques heures avant qu'ils aillent se coucher.
Dans les films, les murs sont tendus d'une tapisserie copiée d'après la tenture de La Dame à la licorne (vers 1500, Paris, musée de Cluny) ; À partir du troisième film, on distingue sur le mur une copie tronquée et réinterprétée du Contrat de mariage de William Hogarth (Londres, National Gallery), et un portrait de jeune femme de dos, en robe jaune, librement inspiré du Portrait de Frances Leyland de James Abbott McNeill Whistler[réf. nécessaire] (New York, The Frick Collection).

#### Salle commune des Poufsouffle
La salle commune de la maison Poufsouffle est la seule à ne jamais être visitée par les héros de l'histoire. La description de l'intérieur de la salle fait partie des contenus additionnels de J. K. Rowling sur le site Pottermore.
L'entrée de la salle se trouve en sous-sol, dans le même couloir que le tableau (une grande nature morte) qui permet d'accéder aux cuisines. Dans ce couloir, il y a une pile de grands tonneaux entassés dans un renfoncement de pierre plongé dans l'ombre. Pour entrer dans la salle commune, il faut taper le deuxième tonneau en partant du bas au milieu de la deuxième rangée au rythme de Helga Poufsouffle, le tonneau s'ouvre alors sur la salle. Si l'on tape sur le mauvais tonneau ou qu'on ne respecte pas le bon rythme un flot de vinaigre se déverse sur l'intrus.
Il s'agit d'une petite pièce ronde et confortable, au plafond bas. Les couleurs dominantes sont le jaune et le noir et la pièce accueille bon nombre de plantes et de fleurs colorées. Des portes rondes ouvrent sur les dortoirs des filles et des garçons. Toutes les portes sont « parfaitement circulaires, comme des couvercles de tonneaux ». Cette architecture rappelle celle des maisons douillettes aux portes rondes des Hobbits de la Comté dans l'univers de Tolkien.

#### Salle commune des Serdaigle
La salle commune de la maison Serdaigle est située dans l'aile ouest du château. Pour y entrer, l'élève doit répondre correctement à la question posée par un heurtoir en forme d'aigle.
C'est un grand espace circulaire aéré avec des fenêtres en arcades et des soies bleues et bronzes sur les murs. Les fenêtres donnent sur les montagnes environnantes. Le plafond est un dôme couvert d'étoiles peintes qui se reflètent sur le sol. Il y a de nombreuses tables, des fauteuils et une bibliothèque pour que les élèves de Serdaigle aient toujours des livres à disposition. La statue de marbre blanc de Rowena Serdaigle est posée dans une niche, face à l'entrée de la salle commune, à côté de la porte des dortoirs.

#### Salle commune des Serpentard
Les élèves de Serpentard sont logés dans les sous-sols du château. Leur salle commune est accessible par les cachots. Pour y entrer, il faut prononcer un mot de passe et une porte dissimulée dans un mur nu et humide s'ouvre.
Il s'agit d'une longue pièce souterraine aux murs et au plafond en pierre. Des lampes rondes sont suspendues au plafond et éclairent la pièce d'une teinte verdâtre. Il y a aussi une cheminée sculptée et des canapés et fauteuils confortables. La lumière y est toujours verte du fait qu'elle est située juste sous le lac de Poudlard. Harry et Ron ont l'occasion de s'y rendre illégalement lors de leur deuxième année, sous les apparences de Vincent Crabbe et de Gregory Goyle, afin de soutirer des informations auprès de Drago Malefoy sur la Chambre des secrets et l'héritier de Serpentard.

### Bureau du professeur Dumbledore

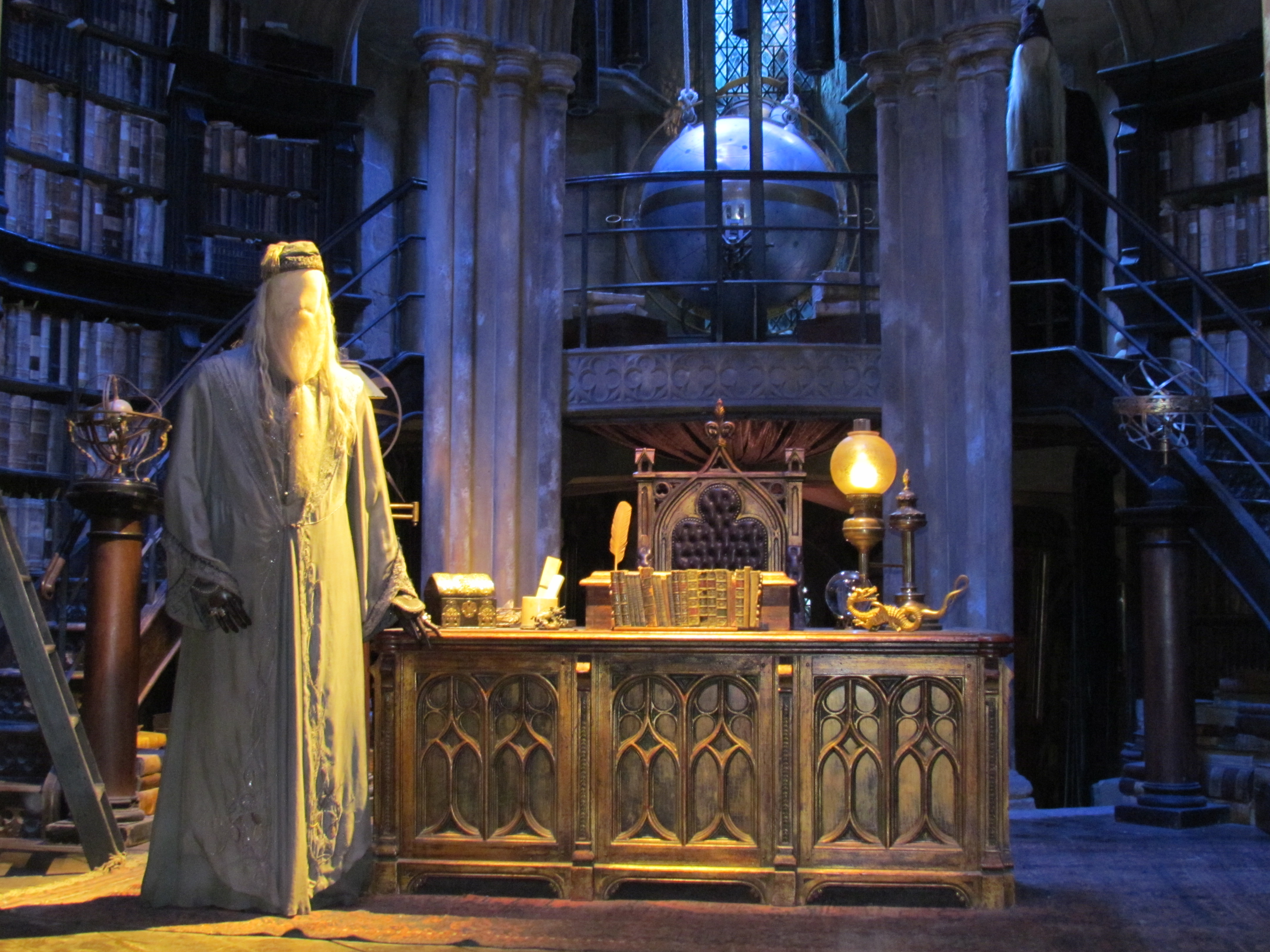
Bureau de Dumbledore, The Making of Harry Potter, Studios Leavesden (2012).

La pièce est gardée par une grande gargouille de pierre qui bouge lorsque la personne prononce le bon mot de passe (souvent un nom de confiserie pour sorciers). La statue libère alors un escalier en colimaçon qui tourne sur lui-même à partir du sol pour que le visiteur puisse y monter. L'escalier mène à une unique porte de chêne avec un heurtoir en forme de griffon. Le bureau de Dumbledore est une vaste pièce circulaire éclairée par de hautes fenêtres. Les murs sont recouverts de tableaux représentant les anciens directeurs et directrices de Poudlard, qui dorment et ronflent dans leur cadre la plupart du temps. Fumseck, le phénix est installé sur son perchoir, à gauche de l'entrée.
Les quelques tables sont recouvertes de petits instruments fragiles (Harry en casse d'ailleurs quelques-uns en cinquième année). Derrière le bureau du directeur, une vitrine est visible dans laquelle sont posées l'épée de Gryffondor et la pensine. Le Choixpeau magique est posé, quant à lui, sur une étagère juste à côté. Harry est souvent convoqué dans le bureau de Dumbledore, notamment lors de sa sixième année, lorsque le directeur lui montre ses souvenirs concernant Voldemort, et lorsqu'il demande à Harry d'obtenir des informations sur Horace Slughorn.

### Bibliothèque
« Quiconque aurait l'imprudence de déchirer, lacérer, tordre, plier, abîmer, dégrader, souiller, tacher, jeter, laisser tomber ou détériorer ce livre de quelque manière que ce soit, de le maltraiter ou de lui manifester le moindre manque de respect, devra en subir les conséquences que je m'efforcerai de rendre aussi douloureuses que possible. »

— Irma Pince, écrit à l'intérieur du livre Le Quidditch à travers les âges

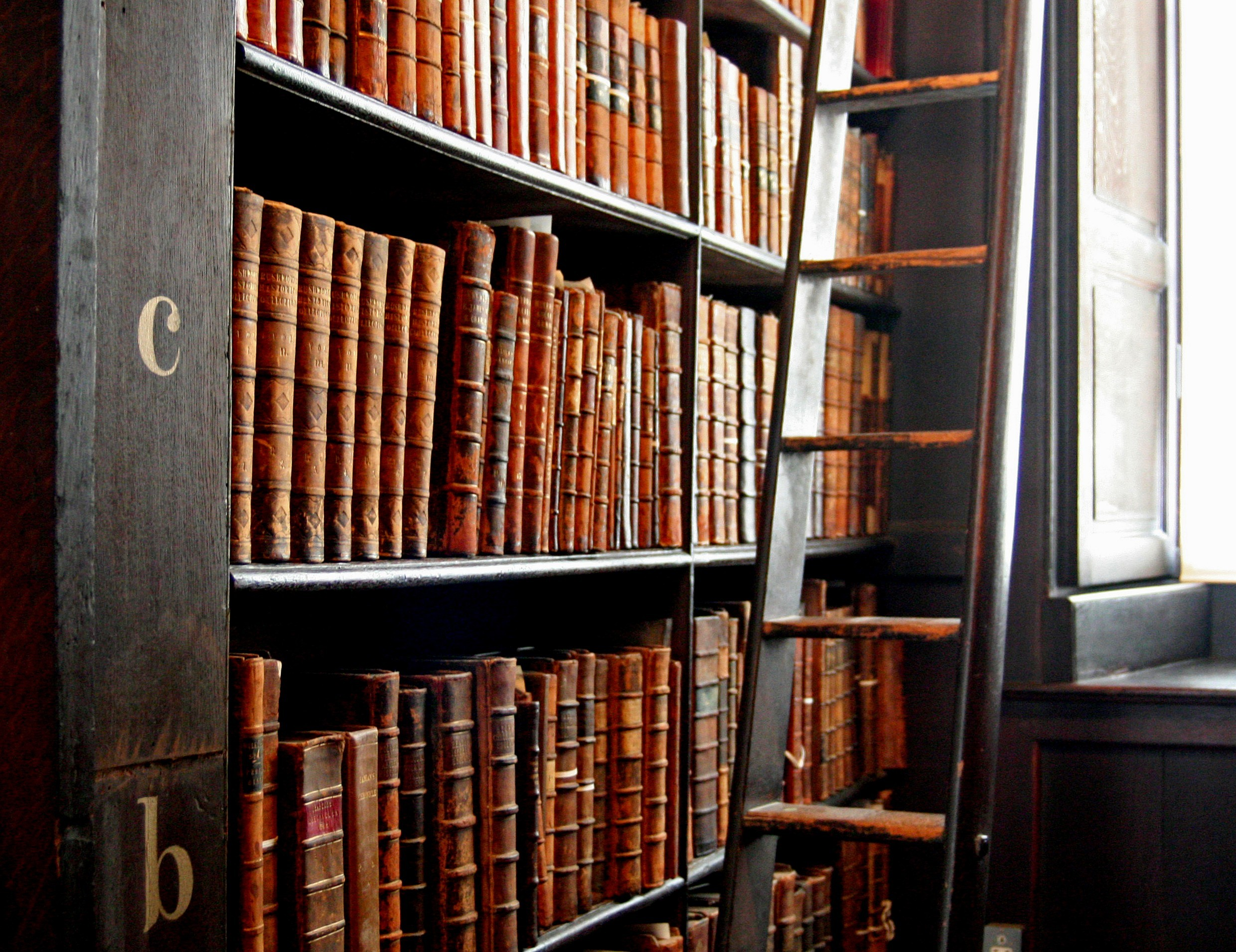
Les livres anciens de la bibliothèque du Trinity College de Dublin.

La bibliothèque est très grande, avec de nombreuses étagères de bois remplies de milliers de vieux livres et de grimoires de sorcellerie. Il y a de nombreuses chaises en bois ainsi que des tables avec pupitres et lampes à lumière tamisée. C'est un endroit très calme où les élèves peuvent s'isoler pour étudier. Madame Pince, la bibliothécaire, interdit tout bavardage ou grignotage dans cette pièce.
La réserve est séparée de l'autre section par un cordon et contient des ouvrages traitant de magie noire, que seuls les élèves de sixième et septième année peuvent consulter sans autorisation d'un professeur. Cependant, en quatrième année, Hermione Granger, Ron Weasley et Harry Potter ont l'autorisation du professeur McGonagall d'étudier certains livres de sortilèges pour aider Harry dans la deuxième épreuve de la coupe de feu. Harry, Ron et Hermione ont aussi l'occasion d'emprunter le manuel Potions de grands pouvoirs avec l'autorisation du professeur Lockhart en deuxième année. C'est notamment dans cet ouvrage que les trois amis trouvent la recette du Polynectar qui leur permet d'obtenir des réponses sur la chambre des secrets. Hermione y fait souvent ses recherches.
- Voir Le Quidditch à travers les âges et Les Animaux fantastiques (livres guides) écrits par J. K. Rowling, inspirés des livres homonymes de l'univers de Harry Potter.

### Salles de classe

#### Salle de défense contre les forces du Mal
La décoration de cette salle de classe change tous les ans depuis de nombreuses années car le cours est assuré par un professeur différent chaque année. Lors de la deuxième année de Harry, le professeur Lockhart a accroché aux murs des portraits de lui souriants. D'étranges spécimens d'études y sont exposés l'année où Remus Lupin enseigne, afin que les élèves les observent. En quatrième année, il y a des appareils contre la magie noire et en cinquième année, des dentelles et des fleurs. Le terrain de quidditch est visible de la fenêtre du bureau du professeur. C'est un bureau que Harry connaît bien puisqu'il y a souvent été invité, soit amicalement par le professeur Lupin pendant sa troisième année, soit pour des retenues douloureuses infligées par le professeur Ombrage en cinquième année.

#### Salle de divination
La salle de cours du professeur Trelawney est située à l'Étage 7 presque au sommet de la tour nord du château. Avant leur tout premier cours, il faut un certain temps aux élèves pour retrouver le chemin de cette tour, ne connaissant pas encore cette partie du château. Harry, Ron et Hermione finissent par demander leur chemin au chevalier du Catogan, un personnage mouvant de l'un des nombreux portraits de peinture. Celui-ci les conduit fièrement jusqu'à un escalier en colimaçon en se déplaçant de tableau en tableau, et en dérangeant ses occupants respectifs. Ils arrivent alors à un minuscule palier au plafond duquel se trouve une trappe ronde avec une plaque de cuivre indiquant « Sibylle Trelawney, professeur de divination ».
Les élèves accèdent par une échelle argentée à un grenier circulaire aux tissus rouges, aménagé en une sorte de salon de thé à l'ancienne, avec des tables rondes, des fauteuils et des poufs, qui occupent toute la pièce. Il y fait particulièrement chaud et y règne un parfum capiteux. Sur les étagères, contre les murs circulaires, se trouvent des plumes, des morceaux de bougies, des jeux de cartes usés, des boules de cristal et un nombre incalculable de tasses de thé. Comme les rideaux sont toujours fermés, la lumière tamisée provient uniquement des lampes individuelles posées sur chaque table.

#### Salle 11
La salle 11 est située au rez-de-chaussée. On y accède par le hall d'entrée, en empruntant un couloir situé à l'opposé de la porte de la Grande Salle. C'est une salle utilisée pour les cours de divination du centaure Firenze, en cinquième année.
C'est l'une des classes qui ne servent pas régulièrement et qui sont généralement utilisées en guise de grands placards à balais ou de réserves. Lorsque les élèves y entrent pour la première fois, ils sont surpris de remarquer que la salle a été aménagée en une véritable clairière. Le sol est recouvert d'un tapis de mousse et les arbres y poussent comme s'ils se trouvaient à l'intérieur d'une forêt. Les branches se déploient sur la surface du plafond et sur les fenêtres, ce qui apporte à l'intérieur de la salle une lumière douce, verte et tachetée. Firenze peut diminuer la lumière de la pièce d'un mouvement de baguette et faire apparaître les étoiles au plafond (de la même manière que le plafond de la Grande Salle qui reproduit souvent l'humeur du vrai ciel).

#### Cachots
C'est ici que Severus Rogue, le maître des potions, donne ses cours durant les cinq premières années de la scolarité de Harry Potter. C'est également là qu'est situé son bureau. L'accès aux cachots se fait par le Hall d'entrée, en prenant la direction opposée de celle de la Grande Salle, et en descendant quelques marches sombres. Dans le bureau de Rogue, les murs sont recouverts d'étagères sur lesquelles reposent des bocaux en verre contenant des substances colorées et repoussantes. Au fond du bureau se trouve une armoire fermée à clef contenant notamment de la branchiflore (utile à Harry en quatrième année pour pouvoir plonger dans les profondeurs du lac, durant le Tournoi des trois sorciers), de la corne de bicorne et de la peau de serpent d'arbre du Cap (dont Hermione se sert pour préparer du Polynectar en deuxième année).

### Cuisines
Elles sont situées au sous-sol. Pour s'y rendre, il faut, à partir du hall d'entrée, emprunter un escalier similaire à celui menant aux cachots, puis traverser un large couloir aux murs de pierre éclairé par des torches et décoré de tableaux représentant de la nourriture. Il faut ensuite se placer devant un tableau représentant une coupe de fruits et chatouiller la poire verte qu'elle contient. La poire se met ensuite à glousser et se transforme en une poignée de porte de la même couleur, permettant d'entrer dans les cuisines.
Il s'agit d'une immense salle très haute de plafond, située juste sous la Grande Salle et faisant exactement les mêmes dimensions que cette dernière. Des casseroles, marmites et poêles en cuivre sont entassées contre les murs. Il y a également une grande cheminée en brique. Quatre grandes tables y sont disposées de la même manière que dans la Grande Salle pour permettre aux chefs de préparer les plats et les présenter sur les tables de la cuisine, avant de les envoyer sur les tables de l'étage supérieur en les passant par magie à travers le plafond.
La cuisine à Poudlard est assurée par une centaine d'elfes de maison, portant comme uniforme un torchon à vaisselle drapé comme une toge, et frappé aux armes de l'école. Les elfes proposent une grande variété de plats et boissons pour tous les repas. La nourriture est en grande partie typiquement britannique, bien que l'école fasse parfois des exceptions (lors du Tournoi des Trois Sorciers, des plats étrangers, comme la bouillabaisse, ont été servis en l'honneur des écoles reçues). Les elfes de maison offrent également avec plaisir de la nourriture aux rares élèves qui s'aventurent en cuisines. Ce fut le cas de Harry, Ron et Hermione, qui après avoir rendu visite à Dobby et Winky, sont retournés dans leur salle commune avec les poches remplies de tartes et de gâteaux à la crème.

### Infirmerie
C'est une grande pièce bien éclairée et fraîche de par la couleur blanche de ses murs de pierres. Les élèves blessés ou malades séjournent quelques jours ici, sous les soins de Madame Pomfresh et dans des lits confortables, séparés les uns des autres par des paravents. Le bureau de l'infirmière est situé tout au fond de la salle, de telle sorte qu'elle puisse toujours garder un œil sur les élèves qu'on lui confie.

### Volière
La volière est située au sommet de la tour ouest, au cinquième étage. Les nombreuses fenêtres sans carreau (par lesquelles les hiboux peuvent entrer et sortir avec du courrier) sont disposées tout autour de la grande pièce circulaire aux murs de pierre, qui s'élève jusqu'en haut de la tour. Le sol est recouvert de paille, de fientes de hiboux et de cadavres de rongeurs.

### Salle des trophées
Située au troisième étage, c'est la salle où sont entreposées toutes les récompenses décernées aux élèves. S'y trouvent notamment les différentes médailles que Tom Elvis Jedusor a remportées durant sa scolarité à Poudlard. La pièce est remplie de vitrines en cristal contenant de nombreux écussons, plateaux, coupes et statuettes en or, en argent ou en bronze.

### Chambre des secrets

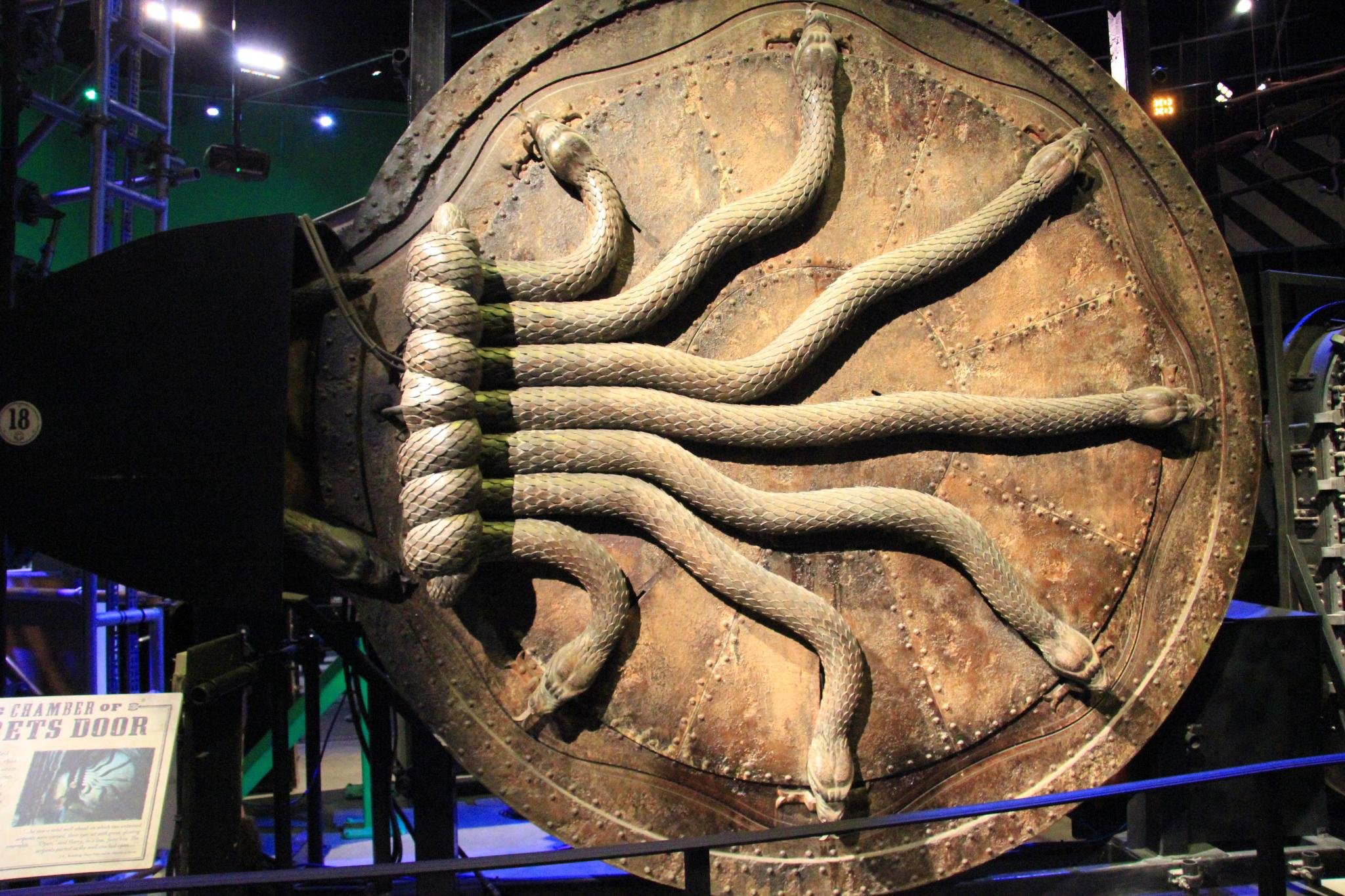
La porte de la Chambre des secrets (The Making of Harry Potter), 2012.

La légende de la Chambre des secrets, mentionnée par le professeur Binns en deuxième année (Minerva Mcgonagall dans le film), explique que Salazar Serpentard aurait aménagé dans le château une salle secrète abritant un monstre que son héritier est censé libérer pour débarrasser l'école des enfants issus de familles moldues, afin d'achever la « tâche » de Salazar Serpentard.
Harry découvre que l'héritier de Serpentard n'est autre que Voldemort (connu à l'époque sous son véritable nom : Tom Jedusor), qui a semé la terreur dans l'école cinquante ans auparavant en ouvrant la Chambre des secrets et en libérant le gigantesque serpent, qui tua une élève : Mimi Geignarde. L'école était sur le point de fermer, mais Jedusor, qui avait une forte influence due à son intelligence et à sa discipline exemplaire, accusa Rubeus Hagrid d'avoir ouvert la Chambre, et ce dernier fut renvoyé.
La Chambre des secrets est ouverte une deuxième fois dans Harry Potter et la Chambre des secrets : c'est par l'intermédiaire du journal de Jedusor et en se servant de Ginny Weasley, que Voldemort tente de finir sa tâche en libérant à nouveau le Basilic. Harry découvre l'entrée de la chambre dans les toilettes de Mimi Geignarde, y pénètre en utilisant le Fourchelang pour actionner le mécanisme d'ouverture de l'entrée et se trouve confronté au souvenir de Tom Jedusor et à son monstre. Il tuera le Basilic avec l'aide de Fumseck et de l'Épée de Gryffondor, détruira l'horcruxe qu'était le journal de Jedusor et sauvera Ginny.
Il s'agit d'une longue salle souterraine faiblement éclairée qui est accessible en se glissant par la plomberie des toilettes de Mimi Geignarde. Son haut plafond est soutenu par des colonnes de pierre sur lesquelles sont enroulés des serpents sculptés, dans une atmosphère verdâtre et angoissante. Les serpents sculptés possèdent des orbites creuses, donnant l'étrange impression au visiteur d'être suivi dans ses mouvements. Tout au fond de la salle, contre le mur, se trouve une immense statue représentant Salazar Serpentard. C'est aux pieds de cette statue que Harry découvre Ginny étendue sur le sol.
Ronald Weasley et Hermione Granger y pénètrent dans Harry Potter et les Reliques de la Mort afin de récupérer quelques dents du Basilic et détruire un des horcruxes, sachant que Harry avait déjà détruit le journal de Jedusor en sauvant Ginny, cinq ans plus tôt avec une dent du monstre.

### Salle sur demande
« Parfois, elle est là, parfois, elle n'y est pas, mais quand elle apparaît, elle contient toujours ce qu'on cherche »

— (Dobby à Harry Potter à propos de la Salle sur demande)
La Salle sur demande (Room of Requirement en anglais), également appelée la pièce « Va-et-Vient » par les elfes de maison de Poudlard, est une pièce magique du collège dans laquelle l'utilisateur ne peut entrer que s'il en a véritablement besoin. Elle est située au septième étage et son entrée est invisible : pour qu'elle apparaisse, il faut que l'utilisateur passe trois fois devant le mur vierge en pensant très fort à ce qu'il cherche.
Plusieurs résidents de l'école utilisent volontairement ou par hasard la Salle sur demande. C'est le cas du professeur Dumbledore, qui dit y avoir trouvé des pots de chambre, de Fred et George Weasley qui ont pu s'y cacher alors qu'elle avait la taille d'un placard à balais, de Dobby qui s'en est servi pour coucher Winky quand celle-ci était ivre, ou de Voldemort qui y a caché le diadème de Serdaigle, transformé en horcruxe.
Lors de sa cinquième année, Harry Potter en fait la salle d'entraînement de l'Armée de Dumbledore, composée d'élèves de Gryffondor, de Serdaigle et de Poufsouffle. Il entraîne les élèves à l'insu de Dolores Ombrage qui leur interdit d'utiliser la magie.
Dans le sixième tome, Drago Malefoy utilise la salle pour cacher et réparer l'armoire à disparaître, dans le but de faire pénétrer des Mangemorts à l'intérieur de l'école. Cette même année, Harry y cache le livre du Prince de Sang-Mêlé.
Dans le septième tome, la Salle sur demande devient le quartier général de la résistance contre les Carrow, et tous ceux qui sont sérieusement menacés s'y cachent. Le passage qui la relie à la Tête de Sanglier, pub tenu par Abelforth Dumbledore, est le seul moyen non surveillé d'entrer à Poudlard.
La Salle sur demande est incapable de faire apparaître de la nourriture. La nourriture est la première des exceptions principales à la loi de Gamp sur la métamorphose élémentaire. Néanmoins, si l'utilisateur a besoin de nourriture, la salle lui révèlera un passage secret vers un endroit où il est possible de s'en procurer. Par exemple, en septième année, la salle a ouvert un passage vers le pub de la Tête de Sanglier à Pré-au-Lard.
Si l'utilisateur demande à cacher quelque chose, la salle révèle alors l'intégralité de son contenu présenté pêle-mêle dans une pièce aussi grande qu'une cathédrale.

### Toilettes de Mimi Geignarde
Les toilettes de Mimi Geignarde sont les anciennes toilettes des filles, situées au deuxième étage. Elles ne sont plus utilisées depuis que Mimi y a été retrouvée morte l'année où la chambre des secrets a été ouverte pour la première fois. Depuis, le fantôme ne quitte presque jamais cet endroit (voir une exception au paragraphe ci-dessous). C'est une pièce triste aux lavabos ébréchés. Au-dessus, il y a un grand miroir cassé que personne n'a pris la peine de réparer et le sol est toujours humide ou inondé. L'entrée de la chambre des secrets se trouve derrière le seul lavabo qui a un robinet où un serpent est incrusté. C'est par cet endroit que le basilic entre et sort de la Chambre des secrets en deuxième année sans que personne puisse le voir.

### Salle de bains des préfets
Les préfets partagent une salle de bains qui leur est réservée avec le capitaine de l'équipe de quidditch de chaque maison. Harry y accède donc officiellement en sixième année, bien qu'il l'ait déjà utilisée deux ans plus tôt pour découvrir un indice lors du Tournoi des Trois Sorciers. Mimi Geignarde lui avait alors révélé comment trouver l'indice de l'œuf d'or gagné en accomplissant la première tâche du tournoi.
Le mot de passe pour accéder à cette salle de bains est en quatrième année « fraîcheur des pins ». Il s'agit d'une assez grande pièce contenant en son milieu une piscine rectangulaire en marbre blanc, suffisamment profonde pour y tenir debout en demeurant immergé jusqu'aux épaules. Elle comporte également un plongeoir. Une centaine de robinets d'or incrustés de pierres précieuses sont disposés tout autour du bassin et diffusent un mélange d'eau chaude et de bains moussants colorés et parfumés. Certains jets d'eau produisent même des figures en décrivant des grands arcs.
Le reste de la pièce est également recouvert de marbre blanc, rendant l'endroit particulièrement résonnant. La salle de bains est éclairée par un lustre de chandelles qui diffuse une lumière douce. De longs rideaux de lin blanc sont accrochés aux fenêtres et dans un coin de la pièce est entreposée une pile de serviettes blanches et moelleuses. Il n'y a qu'un seul tableau mouvant accroché au mur, représentant une sirène blonde endormie sur un rocher.

## Parc
Le château possède un vaste parc avec des pelouses en pente, des massifs de fleurs et potagers, un lac, une grande forêt « interdite », un certain nombre de serres et autres dépendances, et un terrain de quidditch.
Le jour de la rentrée, les élèves en calèche arrivent devant un grand portail en fer forgé, flanqué de statues représentant des sangliers ailés. Ce portail a été ensorcelé par Dumbledore pour empêcher toute tentative d'intrusion. C'est devant ce portail que Harry et Tonks, dans Harry Potter et le Prince de sang-mêlé, attendent l'arrivée de Hagrid après l'accident intervenu dans le Poudlard Express.
Le Saule Cogneur est un arbre ensorcelé qui a été planté en 1971, l'année où James Potter, Sirius Black, Remus Lupin et Peter Pettigrow sont arrivés à Poudlard. Il frappe de ses branches toute personne s'approchant trop de lui.
Harry Potter et Ron Weasley ont accidentellement atterri dans cet arbre lorsqu'ils sont arrivés la deuxième année en voiture volante. L'arbre cache sous sa plus grosse racine un passage secret qui mène par un tunnel souterrain à la Cabane Hurlante du village voisin de Pré-au-Lard. Les Maraudeurs utilisaient ce passage lors des transformations de Remus Lupin en loup-garou pour le mettre à l'écart des autres élèves qu'il pouvait blesser.
Dans le parc se trouve également un lac, peuplé de nombreuses créatures. Lors des premières années, les élèves peuvent apercevoir un calmar géant dépasser de la surface de l'eau pour réchauffer ses tentacules. C'est une bête inoffensive qui a d'ailleurs ramené un élève de première année à la surface quand il était tombé de sa barque en traversant le lac. Lorsque Harry doit plonger dans l'eau lors de la seconde épreuve du Tournoi des Trois Sorciers en quatrième année, il découvre que le lac est également peuplé de sirènes, de tritons et de strangulots.

### Cabane de Hagrid

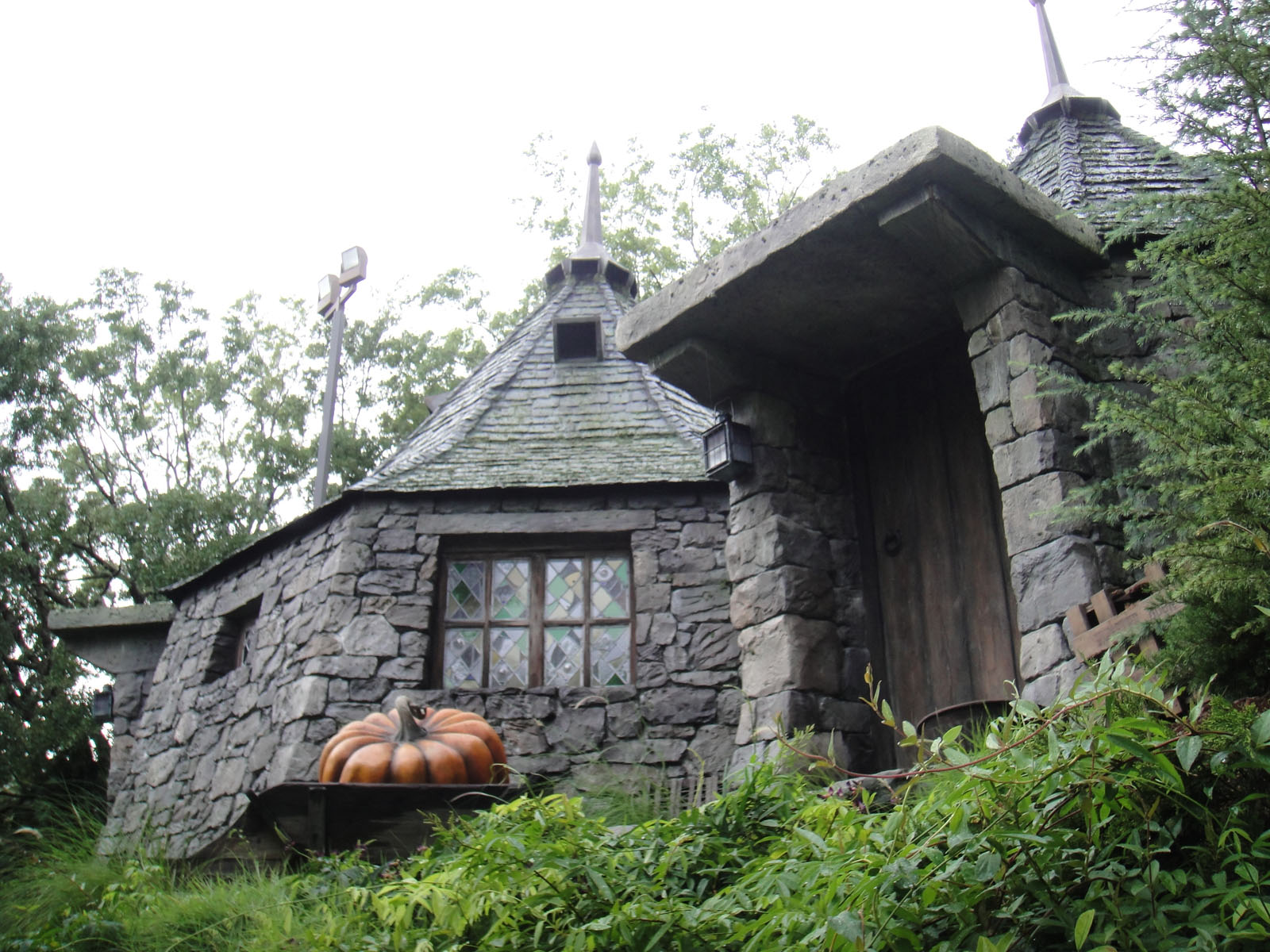
La cabane de Hagrid matérialisée au Wizarding World of Harry Potter à Orlando, 2010.

Harry, Ron et Hermione rendent régulièrement visite à Rubeus Hagrid qui vit dans une petite maison en bois à l'écart du château, au bord de la Forêt interdite. Parfois même, ils s'y rendent de nuit avec la cape d'invisibilité de Harry. La cabane est composée d'une seule pièce à vivre, avec une immense table et des chaises, un lit, un buffet et une cheminée. Une deuxième porte donne sur l'arrière de la cabane où Hagrid a aménagé un petit potager dans lequel il fait pousser des citrouilles géantes. Lors de la première année, Hagrid tentera d'y élever un dragon qu'il baptisera Norbert (on saura dans le tome 7 que Norbert est une fille). Harry et Ron y seront témoins lors de leur deuxième année, cachés sous la cape, de l'arrestation de Hagrid et du renvoi temporaire de Dumbledore. En troisième année, ils y retrouvent le rat Croutard que Ron croyait mort, et plus tard, profitant d'une absence de Hagrid, Harry et Hermione s'y réfugient avec l'Hippogriffe Buck pour échapper à Remus Lupin transformé en loup-garou. Au cours de la sixième année, Harry se rend chez Hagrid pour l'enterrement de Aragog, une araignée géante, et il soutirera au professeur Slughorn une information capitale dans sa lutte contre Voldemort à l'aide de la potion Felix Felicis. La cabane sera brûlée par les Mangemorts en fuite sans trop de dégâts à la fin de cette même année.

### Forêt interdite
Cette forêt obscure est située dans les limites de l'enceinte de Poudlard. Il est strictement interdit à tous les étudiants d'y pénétrer, sauf lors des cours de soins aux créatures magiques ou durant les retenues (ils sont alors accompagnés par Hagrid). Parmi les espèces végétales présentes, il y a des essences d'arbres comme le hêtre, le chêne, le pin, le sycomore et l'if. Bien que la forêt soit infiniment dense et sauvage, quelques allées et clairières permettent de se repérer. Hagrid, qui se rend souvent dans la forêt pour diverses raisons, utilise ces sentiers. La forêt abrite également des peuplements de créatures magiques :
- un troupeau de Centaures, comprenant Bane, Magorian, Ronan et Firenze[56] ;
- une colonie d'Acromantula, Aragog et sa famille[57] (jusqu'à la bataille de Poudlard, dans le tome 7) ;
- des licornes[45] ;
- Graup, un géant[58], vivant dans la forêt depuis la cinquième année de Harry[58] ;
- un troupeau de Sombrals, créatures ressemblant à un cheval ailé tel une chauve-souris. Ces créatures ne sont visibles que par les personnes ayant déjà vu la mort (comme Harry Potter, Neville Londubat et Luna Lovegood). Ce sont elles qui tirent les carrioles menant au château à la rentrée. Elles ont également été utilisées pour se rendre au Ministère de la Magie, dans le 5e tome.

La forêt interdite est le lieu dans lequel Harry voit Voldemort pour la deuxième fois de sa vie, se nourrissant du sang d'une licorne morte pour survivre. Elle est également le théâtre de sa rencontre avec Aragog au cours de sa deuxième année.

### Terrain de quidditch
C'est le lieu où les élèves peuvent (en dehors des heures de cours) jouer ou apprécier un match de quidditch, le sport préféré des sorciers. Le stade est entouré de gradins surélevés où les spectateurs peuvent s'installer pour suivre les rencontres, mais également les entraînements. Des poteaux en or de quinze mètres de hauteur, avec à leur sommet, de grands anneaux verticaux, servent de buts.
Le terrain de quidditch ne sert pas qu'aux matchs. Lors du Tournoi des Trois Sorciers, il est transformé en labyrinthe avec des haies de 6 mètres de haut, pour la dernière épreuve.

## Passages secrets
Il y a sept passages secrets à l'intérieur et hors de l'école. Argus Rusard en connaît seulement quatre, alors que Fred et George Weasley les connaissent tous grâce à la carte du Maraudeur, qu'ils offrent à Harry en troisième année. La localisation de certains d'entre eux ne nous est pas dévoilée. Il est cependant possible d'en noter trois que Fred et George mentionnent à Harry :
- un passage sous le Saule Cogneur, menant à la Cabane hurlante : il a souvent été utilisé du temps où James Potter, Sirius Black et Peter Pettigrow étaient à Poudlard, lorsque leur ami Remus Lupin se transformait régulièrement en loup-garou et qu'ils lui rendaient secrètement visite sous leur forme animale ;
- un passage derrière un miroir au quatrième étage, rendu impraticable à la suite d'un éboulement ;
- un passage derrière une statue de sorcière borgne : il mène à la cave de Honeydukes, la confiserie de Pré-au-Lard. Il faut pour cela donner un coup de baguette sur la statue en prononçant « Dissendium »[62] et la sorcière se met à glisser, dégageant ainsi un espace suffisamment grand pour passer. Lorsqu'il emprunte ce passage, Harry effectue une longue glissade dans un toboggan de pierre, puis parcourt un chemin de terre battue assez long et inégal pour arriver sur un escalier aux marches usées qui mène à la trappe de la cave de Honeydukes.

D'autres passages sont découverts par Harry, Ron et Hermione au cours de l'histoire, comme celui menant à la Chambre des Secrets qui ne s'ouvre que si l'on parle Fourchelang devant l'un des robinets des toilettes de Mimi Geignarde (ce robinet est orné d'un serpent).
Dans Harry Potter et les Reliques de la Mort, un passage secret relie un portrait magique situé à la Tête de Sanglier (petit pub dans une rue latérale de Pré-au-Lard) et la Salle sur demande de Poudlard. Ce passage, inconnu des mangemorts, joue un rôle essentiel dans la bataille de Poudlard.